# Lepadella triprojectus
Lepadella triprojectus is een raderdiertjessoort uit de familie Lepadellidae. De wetenschappelijke naam van deze soort is voor het eerst geldig gepubliceerd in 1978 door Sharma.